# Eric-Campbell
L'Eric-Campbell est une voiture anglaise fabriquée entre 1919 et 1924 par Eric-Campbell & Co Limited de Cricklewood, à Londres. La société a été constituée par H Eric Orr-Ewing et Noel Campbell Macklin.

## Fabrication
L'entreprise Eric-Campbell est issue de l'association entre H Eric Orr-Ewing et Noel Campbell Macklin. Macklin a par la suite fondé les fabricants de voitures Silver Hawk, Invicta et Railton. La fabrication eut lieu dans l'usine de la Handley Page aircraft company de Cricklewood à Londres. On estime que 500 voitures furent construites.

### Disparition
Macklin quitté la société en 1920 pour se concentrer sur sa voiture Silver Hawk et en 1921 l'entreprise Eric-Campbell se trouve dans des difficultés financières. En 1922, la production est reprise par Vulcan Iron & Metal Works Limited de Southall, Middlesex. Les prix sont réduits et une plus large gamme de carrosseries est offerte. Durant la dernière année, 1924, des moteurs Anzani pourraient être commandés outre le Coventry-Simplex d'origine.
Les nouveaux propriétaires n'ont pas réussi à faire un succès de l'entreprise et les précepteurs ont été appelés en janvier 1926.

## Eric-Campbell 10

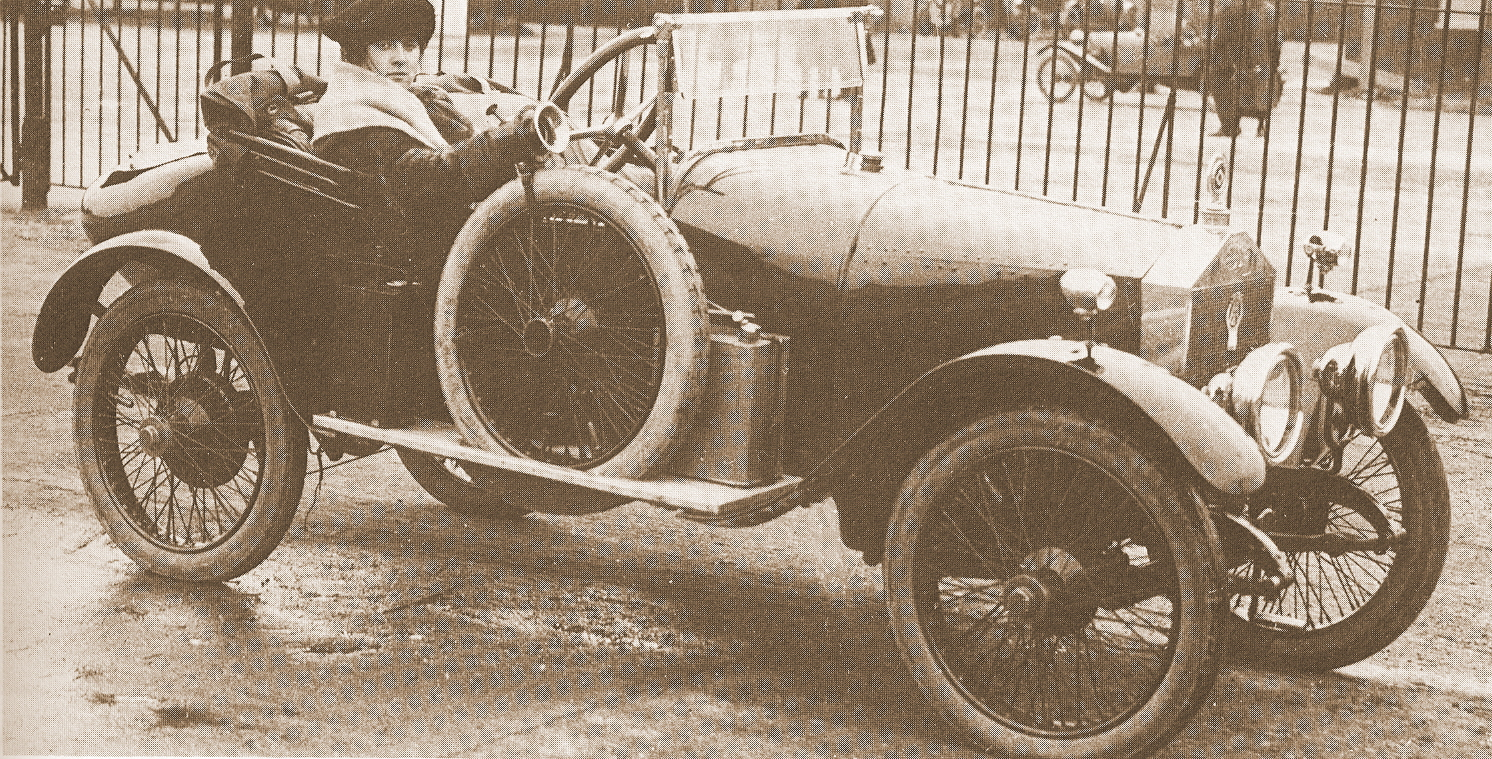
La Eric-Campbell de 1919. Avec probablement Violette Cordery au volant.

L'Eric-Campbell 10 (10/22 en 1924) était assemblée à partir de composants achetés et d'un moteur Coventry-Simplex quatre cylindres de 1 498 cm3 à soupapes latérales, entraînant les roues arrière par l'intermédiaire d'un embrayage à cône et d'une boîte de vitesses à trois rapports Moss. Le moteur a été amélioré avec un arbre à cames spécial et des pistons allégés. Des ressorts à lames semi-elliptiques sont utilisés pour la suspension avant tandis qu'à l'arrière des ressorts en porte-à-faux sont utilisés. Une vitesse de pointe de 89 km/h a été garantie et 97 km/h revendiquée comme possible. La carrosserie deux places en aluminium poli est équipée d'un simulacre de radiateur Rolls-Royce.

### Compétition

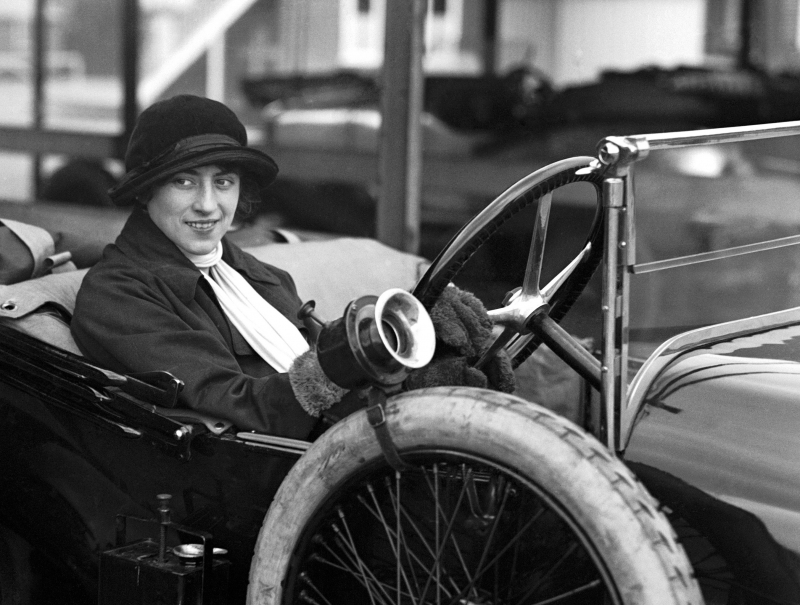
Violette Cordery au volant de la "Eric-Campbell" 10 h.p. en 1919

Deux voitures sont alignées au départ de la dixième course Targa Florio en Sicile le 23 novembre 1919, course composée de 4 tours du circuit de Madonie de 108 kilomètres. Les pilotes étaient Cyril Snipe, qui avait remporté l'édition de 1912 au volant d'une SCAT 25/35, et Jack Scales (29 janvier 1886 – 23 octobre 1962) qui a par la suite couru pour la marque italienne Chiribiri où il était connu comme l'Inglese Scalese (L'Anglais Scales). Scales, conduisant la voiture numéro 23 dut s'arrêter après le 1er tour en raison d'une fracture de bras de direction, tandis que Snipe n'a pas terminé un seul tour dans la voiture numéro 24,.
En avril et en mai 1920 Violette Cordery a pris part à deux British Motor Cycle Racing Club handicaps au volant d'une Eric-Campbell.

## Eric-Campbell 8
Une voiture de 8 CV, la 8/20, avec un moteur de  1 075 cm3 a été annoncée en 1924, mais il semble qu'elle n'ait pas atteint la production.